# Smolnica (rejon kalwaryjski)
Smolnica (lit. Smalninkai) – wieś na Litwie, na Suwalszczyźnie, w rejonie kalwaryjskim w okręgu mariampolskim, w pobliżu granicy polsko-litewskiej. Przy wsi przebiega trasa europejska E67.
Za Królestwa Polskiego przynależała administracyjnie do gminy Kalwaria w powiecie kalwaryjskim.